# Héliange à gorge améthyste
Heliangelus amethysticollis
Espèce
Répartition géographique
Statut de conservation UICN

 LC  : Préoccupation mineure
Statut CITES
L'Héliange à gorge améthyste  (Heliangelus amethysticollis) est une espèce d'oiseaux-mouches (famille des Trochilidae).

## Habitat
Cet oiseau fréquente les forêts tropicales et subtropicales humides de montagne. On la trouve aussi sur les sites d'anciennes forêts fortement dégradées.

## Taxinomie
La taxinomie de cette espèce est incertaine. Heliangelus amethysticollis et Heliangelus spencei (Bourcier, 1847) (Héliange de Mérida, espèce à part entière chez Sibley & Monroe, 1990, 1993) ont été regroupés dans H. amethysticollis à la suite du South American Classification Committee of the American Ornithologists’ Union de 2005.
La sous-espèce Heliangelus amethysticollis clarisse est parfois aussi considérée comme une espèce à part entière.

## Répartition et sous-espèces
Selon la classification de référence du Congrès ornithologique international (14.2, 2025) elle se répartit en quatre sous-espèces (ordre phylogénique), du nord au sud :
- Heliangelus amethysticollis laticlavius Salvin, 1891
- Heliangelus amethysticollis decolor Zimmer, 1951
- Heliangelus amethysticollis apurimacensis Weller, 2009
- Heliangelus amethysticollis amethysticollis (d'Orbigny & Lafresnaye, 1838)